# Ferrari P4/5 by Pininfarina
La Ferrari P4/5 by Pininfarina est un prototype de supercar développé par le constructeur automobile italien Ferrari. Dessinée par Pininfarina, il s'agit d'une version d'exception réalisée en 2006 pour le réalisateur de cinéma américain James Glickenhaus. Elle rend hommage à la fabuleuse Ferrari P3/P4 que possède ce riche collectionneur. Unique exemplaire, son prix d'achat est de plus de 3,2 millions d'euros.

## Technique
La Ferrari P4/5 est construite sur la base d'une Ferrari Enzo. James Glickenhaus a également souhaité qu'elle ait la même puissance, soit 660 ch.